# Boleslas de Cieszyn
Boleslas de Cieszyn (polonais : Bolesław cieszyński; né vers 1331/32 – † à Prague, 23 juillet 1356), est un prince polonais membre de la dynastie des Piast de Silésie de la lignée de 
Cieszyn.

## Biographie
Boleslas est le second fils de  Casimir Ier, et de son épouse  Euphémia, fille de duc Trojden Ier de Czersk-Varsovie en Mazovie.
Comme plusieurs des enfants de Casimir Ier, Boleslas est destiné à la vie religieuse dès son enfance avec ses sœurs Jolanta-Helena et Elisabeth de Cieszyn et deux de ses frères Jean et Siemovit. La principale raison de Casimir Ier de dédier trois de se cinq fils à une carrière religieuse est son désir d'éviter un partage ultérieur de son petit duché entre eux après sa mort. De plus le duc de Cieszyn, est un fidèle vassal du roi de Bohême et il espère ainsi obtenir pour ses fils des riches bénéfices et des dignités ecclésiastiques.
En 1345, Boleslas est encore un simple prêtre quand le roi de Bohême Jean de Luxembourg cherche à lui obtenir le titre chanoine et les prébendes des chapitres des cathédrales de Cracovie et de Wrocław. En 1349, Boleslas intègre le chapitre de chanoines de Cracovie. Le fils et successeur de Jean Ier le futur empereur Charles IV, obtient qu'il soit chanoine de Wrocław, et en 1353 il le nomme son chapelain personnel, avec le titre de prévôt de l'église de Tous les Saints du château royal de Prague. C'est là qu'il meurt. Le lieu d'inhumation de Boleslas est inconnu.

## Source de la traduction
- (en) Cet article est partiellement ou en totalité issu de l’article de Wikipédia en anglais intitulé « Bolesław of Cieszyn (d. 1356) » (voir la liste des auteurs).